# Quần đảo Cây Cọ

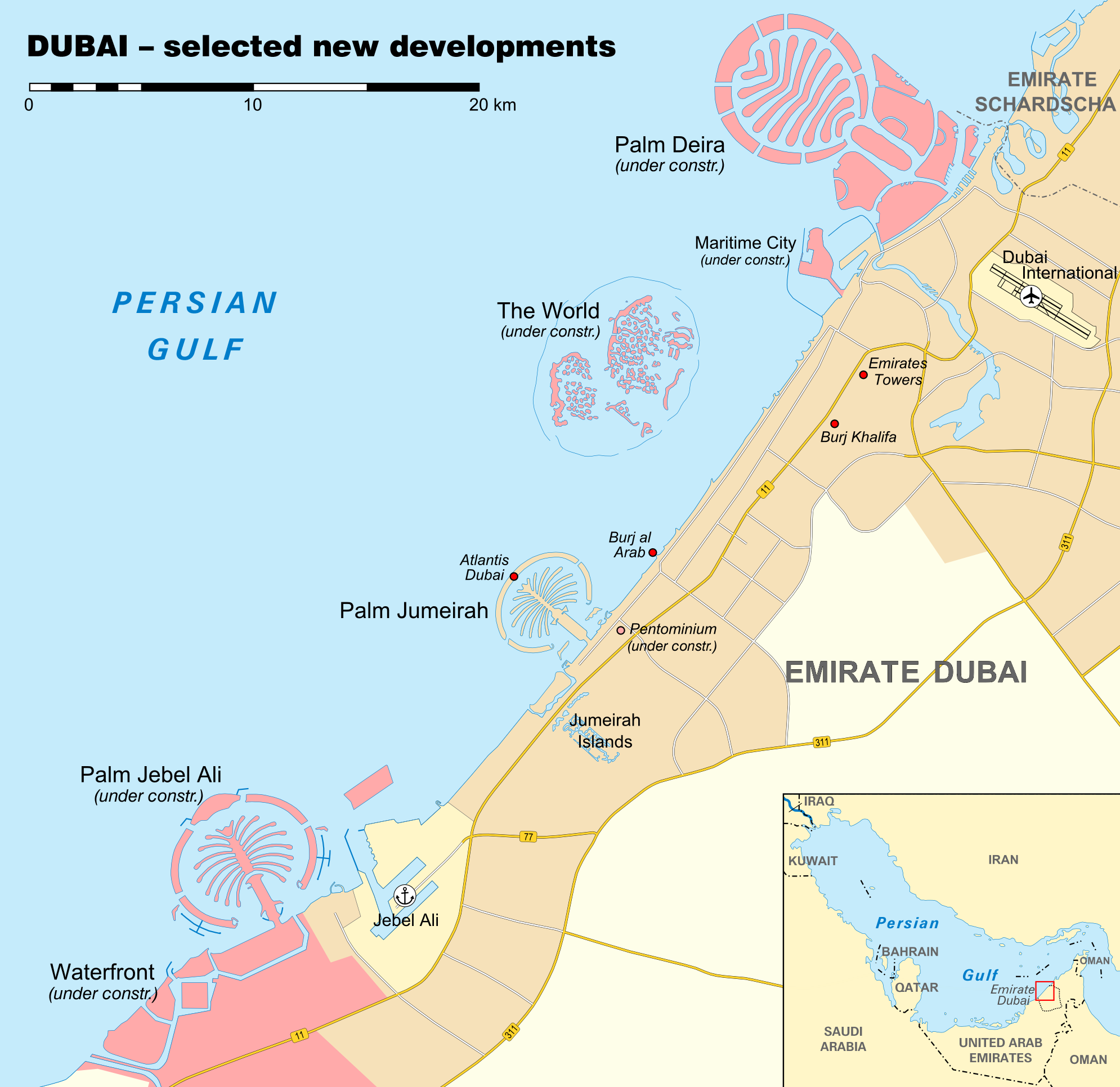
Vị trí trên bản đồ

Quần đảo Cây Cọ (tiếng Anh: Palm Islands) ở Dubai là ba hòn đảo nhân tạo được xây bởi Nakheel Properties, một nhà phát triển tài sản ở Các Tiểu vương quốc Ả Rập thống nhất. Ba hòn đảo đó là Palm Jumeirah, Palm Jebel Ali và Palm Deira. Việc xây dựng các hòn đảo bắt đầu vào năm 2001. Tính đến tháng 11 năm 2011, chỉ có Palm Jumeirah được hoàn thành.
Các đảo được đặt xây bởi Sheikh Mohammed bin Rashid Al Maktoum để tăng cường phát triển du lịch cho Dubai. Mỗi khu định cư sẽ có hình dạng một cây cọ được bao bọc bên ngoài bởi vành cung hình trăng lưỡi liềm và sẽ có nhiều trung tâm giải trí, dân cư trên đó. Các hòn đảo này nằm ở ngoài bờ biển của Các Tiểu vương quốc Ả Rập thống nhất trong vịnh Ba Tư và sẽ cộng thêm 520 km bãi biển cho Dubai.
Hai đảo đầu tiên sẽ bao gồm khoảng 100 triệu m³ đá và cát được đắp nên. Palm Deira sẽ bao gồm 1 triệu m³ đá và cát. Tất cả vật liệu được khai thác trong nước. Giữa 3 hòn đảo là hơn 100 khách sạn sang trọng, khu biệt thự và căn hộ dân cư bên bãi biển độc quyền, bến tàu, công viên giải trí, nhà hàng, khu mua sắm, khu thể thao và thể dục sức khỏe.
Việc xây dựng Palm Jumeirah bắt đầu từ tháng 6 năm 2001. Ngay sau đó, người ta thông báo xây dựng Palm Jebel Ali và bắt đầu lấp biển. Năm 2004, đến lượt kế hoạch xây dựng Palm Deira được công bố. Việc xây dựng sẽ hoàn thành trong 10 đến 15 năm.

## Palm Jumeirah

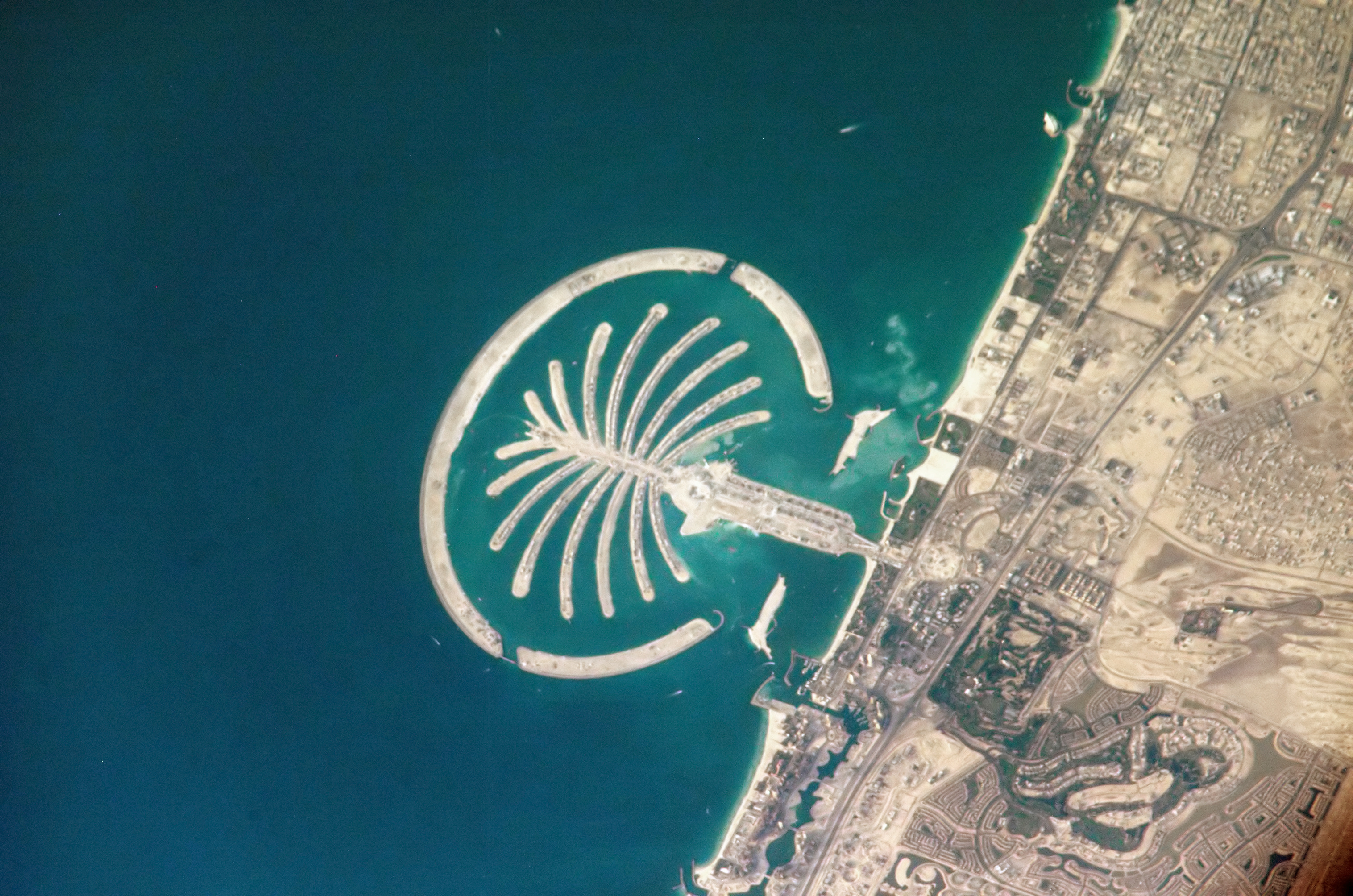
Palm Jumeirah nhìn từ Trạm vũ trụ quốc tế (ISS)

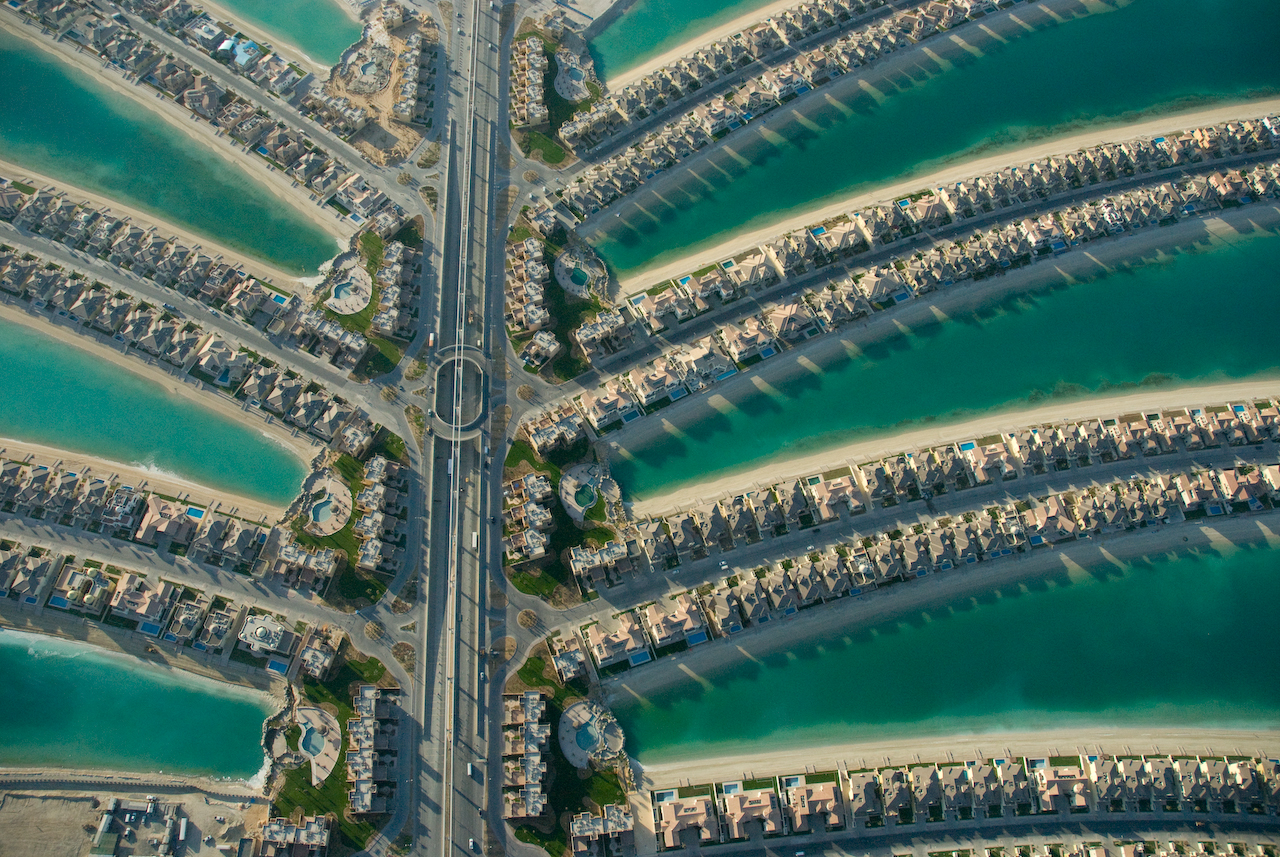
Cận cảnh Palm Jumeirah

Palm Jumeirah bao gồm một thân cây, 16 nhánh lá cọ, và một hòn đảo lưỡi liềm xung quanh tạo thành một đê chắn sóng dài 11 km. Bản thân hòn đảo này có chiều dài 5 km. Nó giúp tăng thêm 78 km cho bờ biển Dubai.
Cư dân bắt đầu được xây dựng nhà cửa ở Palm Jumeirah vào cuối năm 2006, 5 năm sau khi bắt đầu cải tạo đất.
Palm Jumeirah Monorail khai trương vào năm 2009; nó được kết nối với trạm 9 của xe điện Dubai (trạm Palm Jumeirah).
Palm Jumeirah có 1 resort khách sạn Atlantis.

## Palm Jebel Ali

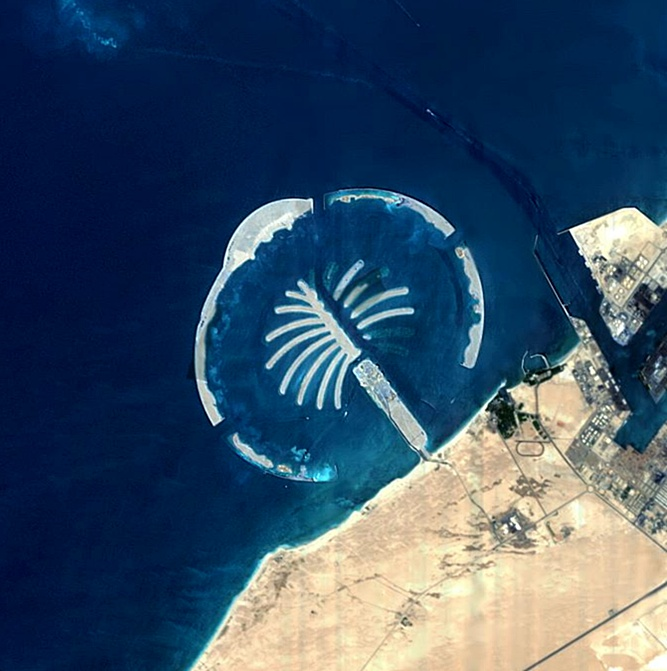
Palm Jebel Ali

Palm Jebel Ali bắt đầu được xây dựng vào tháng 10 năm 2002 và được hoàn thành vào giữa năm 2015.

## Mối quan tâm về môi trường
Việc xây dựng quần đảo Dubai Palm đã có tác động đáng kể đến môi trường xung quanh, dẫn đến những thay đổi đối với động vật hoang dã trong khu vực, xói lở bờ biển, bùn cát ven bờ và sóng biển. Trầm tích bị khuấy động do thi công đã gây ra việc thiếu oxy để hô hấp và làm tổn thương động vật biển địa phương và làm giảm lượng ánh sáng mặt trời chiếu xuống thảm thực vật ven biển. Các biến động trong vận chuyển trầm tích ven bờ đã dẫn đến những thay đổi trong việc xói lở dọc bờ biển Các Tiểu vương quốc, cũng đã làm trầm trọng thêm việc di chuyển của sóng biến thay đổi trong vùng biển của vịnh Ba Tư.

Các dự án của Dubai đã trở thành một nguyên nhân phàn nàn của các nhà môi trường. Tổ chức Hòa bình xanh đã chỉ trích quần đảo Cây Cọ vì thiếu tính bền vững, và Mongabay.com, một trang web dành riêng cho bảo tồn rừng mưa, đã chỉ trích các đảo nhân tạo của Dubai rằng:
Những thay đổi đáng kể trong môi trường biển [của Dubai] đang để lại một vết sẹo hình ảnh [...] Kết quả của việc nạo vét và tái tạo cát cho việc xây dựng các hòn đảo, vùng nước tinh thể đặc trưng của vịnh Ba Tư ở Dubai đã trở nên mờ đục nghiêm trọng với bùn. Hoạt động xây dựng đang làm hư hại sinh cảnh biển, chôn vùi các rặng san hô, các lớp hàu và các bãi cỏ dưới lòng đất, đe dọa các loài sinh vật biển địa phương cũng như các loài khác phụ thuộc vào chúng đối với thực phẩm. Các lớp hàu đã được bao phủ trong hơn 5 cm trầm tích, trong khi trên mặt nước, các bãi biển đang bị xói mòn với sự gián đoạn của dòng chảy tự nhiên.

## Tầm quan trọng của cấu trúc
Palm Jumeirah được xây dựng hoàn toàn từ cát và đá (không có bê tông hoặc thép được sử dụng để xây dựng đảo). Điều này đã được thực hiện theo lời hứa của tiểu vương Dubai, người đã đưa ra ý tưởng cho quần đảo Cây Cọ, cũng như thiết kế của họ.

## Vật liệu xây dựng
- 5,5 triệu mét khối đá mang từ hơn 16 mỏ đá ở Dubai.
- 94 triệu mét khối cát được lấy từ đáy biển cách bờ biển Dubai 6 hải lý.
- 210 triệu mét khối đá, cát và đá vôi

## Hạn chế
Một hạn chế quan trọng là thời gian ước tính để hoàn thành dự án (4 năm) là quá dài. Để làm cho quá trình xây dựng trên đầu trang của hòn đảo nhanh hơn; 40.000 công nhân được thuê làm việc với 2 ca khác nhau mỗi ngày. Mỗi ca làm việc là 12 giờ.

## Rủi ro đe dọa dự án
- Sóng cao 2 mét.
- Bão tần suất 1 cơn 1 năm.
- Đất yếu do tiếp xúc liên tục với nước biển dâng cao.
- Ô nhiễm nguồn nước.

## Các vấn đề tiềm tàng
- Xói mòn (gây ra bởi gió và dòng nước) là một trong những vấn đề lớn nhất hiện nay, vì nó loại bỏ cát tạo thành phần lớn hòn đảo.
- Thiệt hại đối với sinh thái biển (ví dụ như sự mất mát của các rạn san hô và cá), bao gồm các xáo trộn trong chu kỳ sinh sản của các loài cá gần bờ biển Dubai. Nghiên cứu được tiến hành bởi các nhà sinh học biển về hiện tượng này cho thấy cá mới sinh không thể tồn tại trong điều kiện dọc theo bờ biển Dubai do xây dựng liên tục và thay đổi môi trường (Ví dụ: dịch chuyển cát, đá cuội và tác động của chấn động).
- Do hình dạng của hòn đảo ngay bên ngoài bờ biển Dubai, có sự mất mát của hình dạng ven biển dọc theo bờ biển của Dubai.

## Những trở ngại sau khi xây dựng đảo
Việc lắp đặt các tiện ích và đường ống rất khó khăn và mất thời gian.

## Giảm thiểu rủi ro
Để chống lại các sóng và chuyển động liên tục của biển, đê chắn sóng được xây dựng xung quanh đảo. Chúng cao 3 mét và dài 160 km. Với chiều dài khoảng 11,5 km, các đê chắn sóng và bản thân hòn đảo này liên tục được theo dõi trong quá trình xây dựng với sự giúp đỡ của các thợ lặn biển. Các thợ lặn đã kiểm tra sự sắp xếp và sắp xếp các tảng đá bên dưới bề mặt để đảm bảo sự ổn định của nó. Hình dạng của hòn đảo được theo dõi bằng cách sử dụng hệ thống định vị toàn cầu (vệ tinh được đặt cách khoảng 676 km từ mực nước biển vào không gian). Cát trên đỉnh đảo được phun bằng kỹ thuật gọi là cầu vồng. Ở đây cát từ những con tàu nạo vét được rải xuống đất. Toàn bộ đảo được lên kế hoạch sao cho không có nước ứ đọng giữa đảo và đê chắn sóng. Để đạt được điều này, những thay đổi cấu trúc nhỏ đã được thực hiện cho các đê chắn sóng bao quanh hòn đảo, cho phép nước biển di chuyển qua các bộ phận mà không gây ra bất kỳ thiệt hại nào cho hòn đảo. Để ngăn chặn xói mòn cát từ đảo, hệ thống bảo trì phun vật liệu dọc theo bờ biển của đảo và cũng dọc theo bờ biển Dubai. Sinh thái ven biển đã được phục hồi với sự giúp đỡ của thiên nhiên. Những thay đổi này đã bắt đầu thu hút các loài cá mới hơn và hình thành các rạn san hô. Mỗi 6 tuần thợ lặn biển đi xuống dưới nước để kiểm tra sinh vật biển như là một phần của quá trình giám sát của họ. Các biện pháp phòng ngừa cũng được thực hiện để ngăn chặn quá trình hóa lỏng của cát trên đảo (dưới bề mặt). Quá trình hóa lỏng này là do sự chuyển động của đá và cát và xói mòn dưới nước trước và sau khi xây dựng. Một kỹ thuật đầm rung được sử dụng để ngăn chặn quá trình hóa lỏng. Điều này được thực hiện để giữ hình dạng hòn đảo với nhau và cũng để tạo ra một nền tảng vững chắc cho việc xây dựng thêm.

## Hiệu ứng xây dựng và hậu quả
Việc xây dựng quần đảo Cây Cọ dọc theo bờ biển Dubai đã gây ra một số thay đổi lớn về môi trường: giảm sự sống thủy sinh của khu vực, xói mòn đất ven biển và vận chuyển trầm tích không đều dọc theo bờ biển. Ngoài ra còn có một sự thay đổi đáng kể trong cách di chuyển của sóng biển dọc theo bờ biển Dubai do các bức tường đá được xây dựng xung quanh các đảo cọ: thay vì đánh trực tiếp vào bờ, sóng di chuyển một cách bất thường. Điều này đã dẫn đến sự suy yếu của bờ biển Dubai.
Hầu hết các thiệt hại về môi trường là do các trầm tích bị khuấy động bởi việc xây dựng; nó làm tổn thương động vật biển xung quanh và giảm lượng ánh sáng mặt trời xuống thảm thực vật biển. Rối loạn môi trường như vậy đã khiến người đứng đầu nhiều nhà hoạt động môi trường phàn nàn. Hòa bình xanh và Mongabay.com (tổ chức bảo tồn rừng mưa) đã bày tỏ ý kiến rất mạnh mẽ chống lại việc xây dựng các đảo Dubai Palm.
Quỹ Quốc tế Bảo vệ Thiên nhiên công bố vào năm 2006, "Áp lực con người của Các Tiểu vương quốc Ả Rập thống nhất đối với các hệ sinh thái toàn cầu (dấu chân sinh thái của nó) cao nhất thế giới. Đất nước này được cho là hiện nay không bền vững hơn năm lần so với bất kỳ quốc gia nào khác" (Samarai 2007). Nó cũng đề cập rằng việc xây dựng từ trước đến nay đã gây ra nhiều thay đổi sinh thái và môi trường có thể nhìn thấy mà là một mối đe dọa cho tương lai.

### Biện pháp khắc phục hậu quả để bảo vệ bờ biển
Để quản lý đúng các bờ biển và hiệu ứng, Dubai dựa vào chương trình giám sát ven biển của mình. Được thành lập vào năm 1997, chương trình giám sát ven biển Dubai bắt đầu nghiên cứu độ sâu đường cơ sở (đo độ sâu của nước trong đại dương hoặc biển) và khảo sát địa hình của bờ biển Jumeirah (Dubai).
Dữ liệu bổ sung được thu thập với các cải tiến công nghệ bao gồm giám sát video từ xa các bãi biển Dubai, lấy mẫu và phân tích trầm tích, sóng định hướng bờ, các bản ghi hiện tại và đo lường chuyên sâu tại các địa điểm được lựa chọn sử dụng thiết bị đo lưu tốc lưu lượng dòng chảy (ADCP). Bằng cách này, họ có thể thực hiện một màn hình liên tục chạy và kiểm tra các điều kiện môi trường thay đổi liên tục dọc theo bờ biển Dubai.

## Hình ảnh

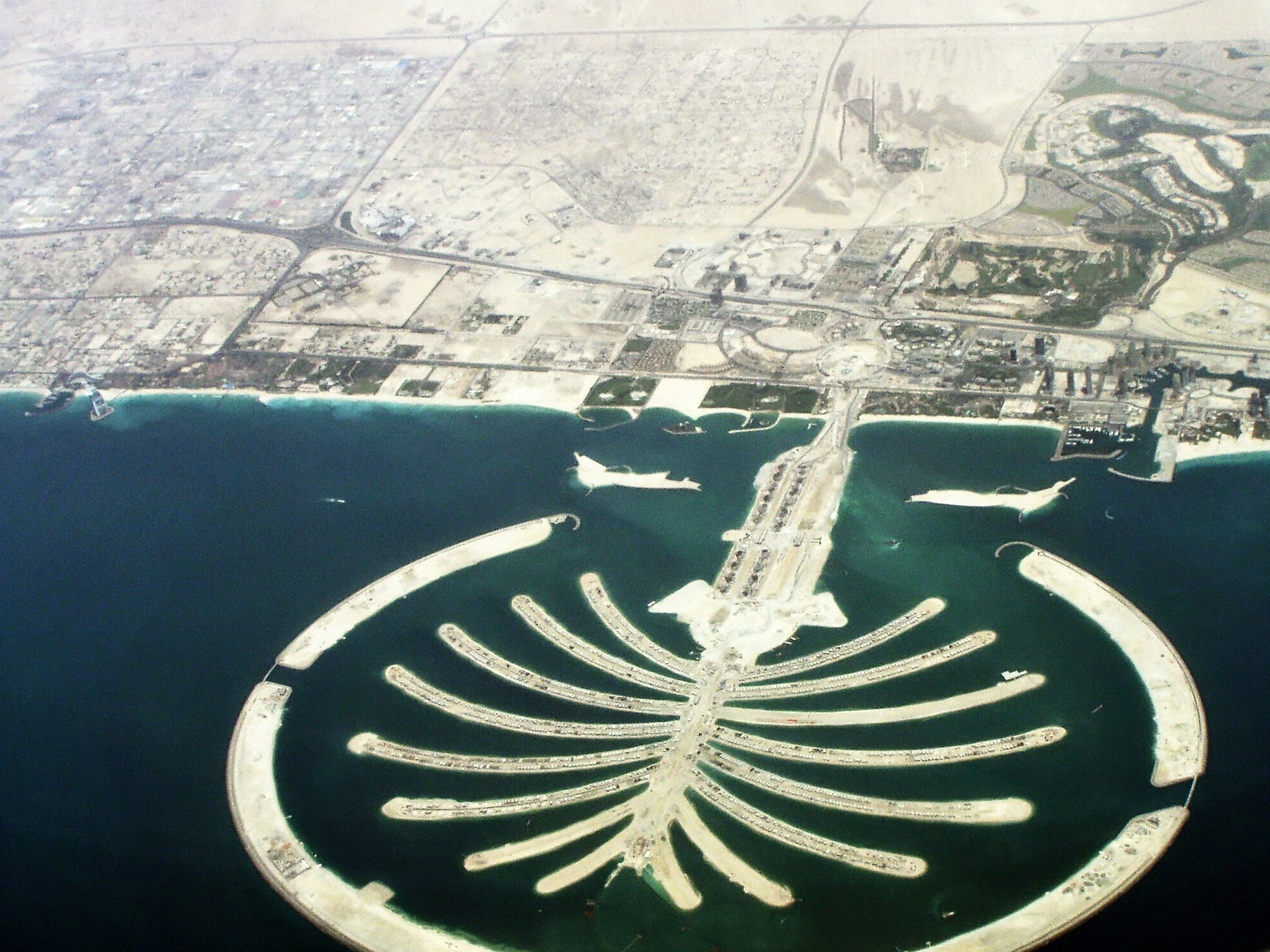
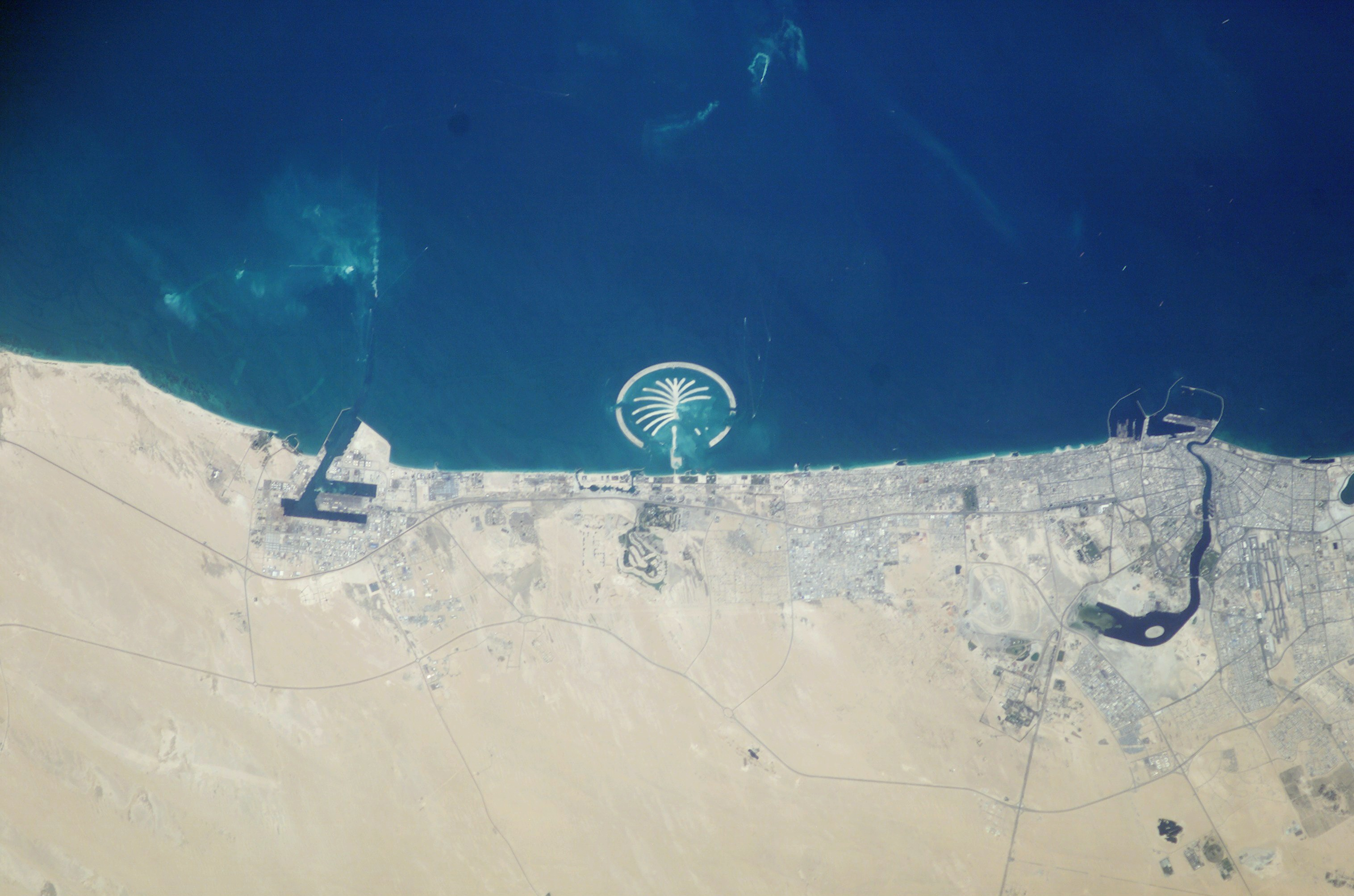
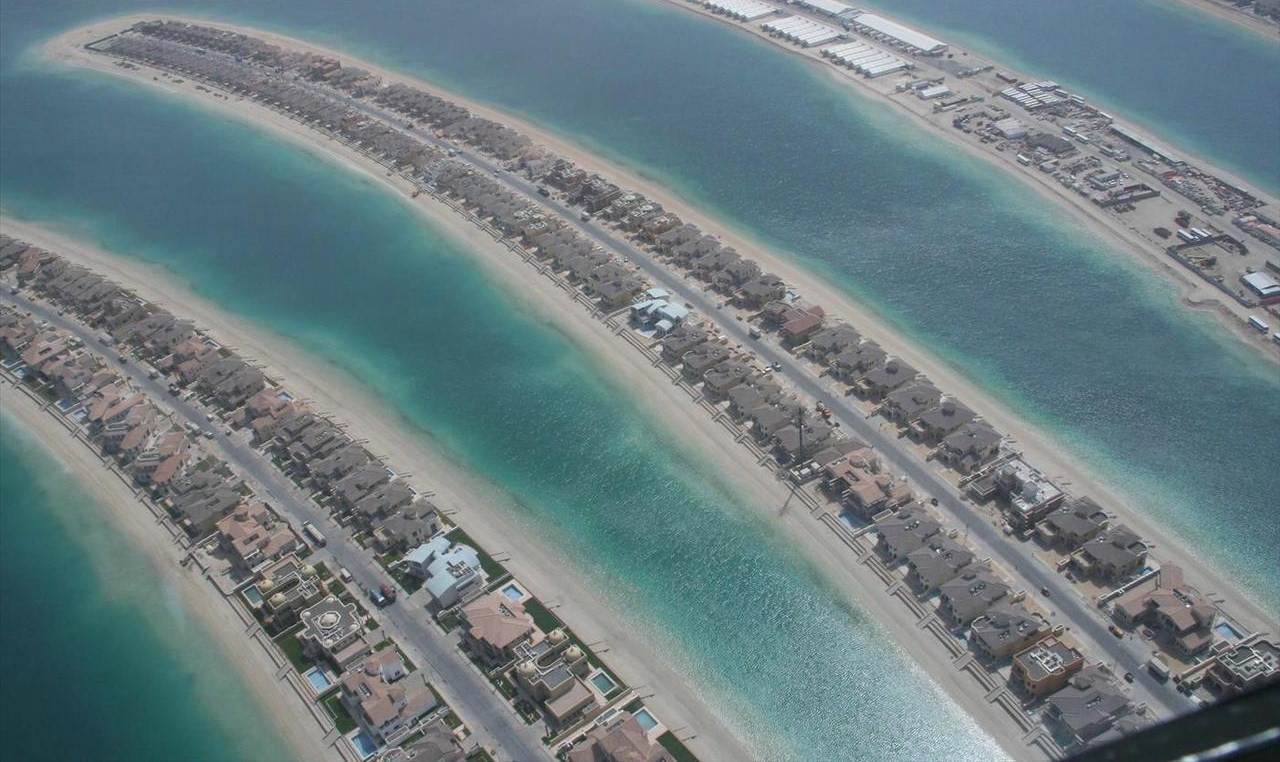
Lá cọ năm 2007
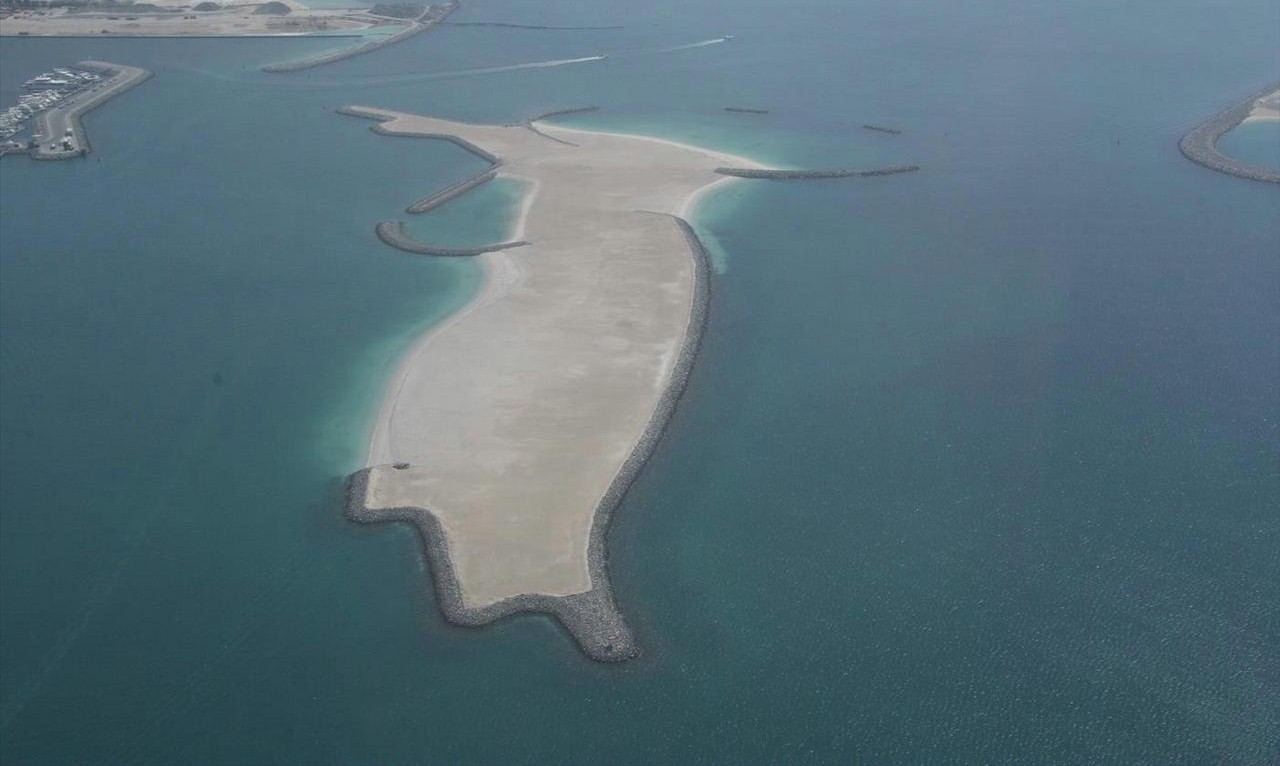
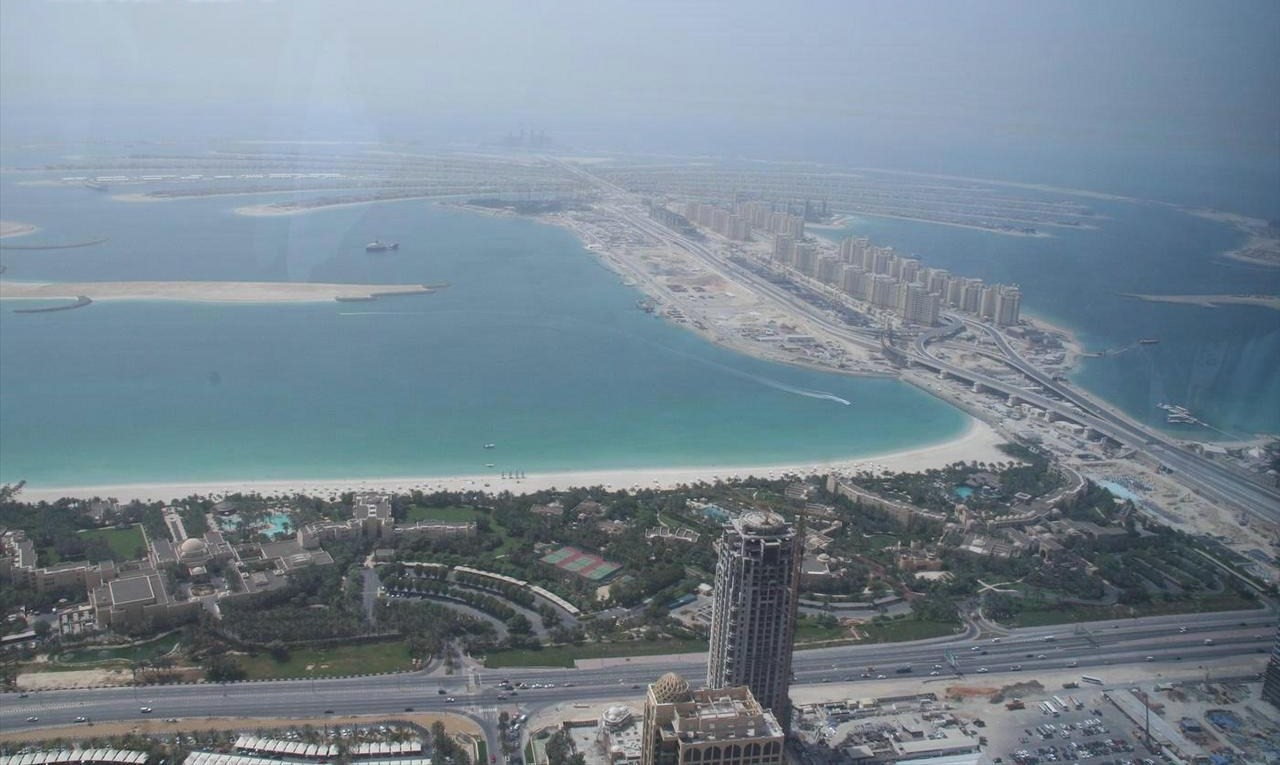
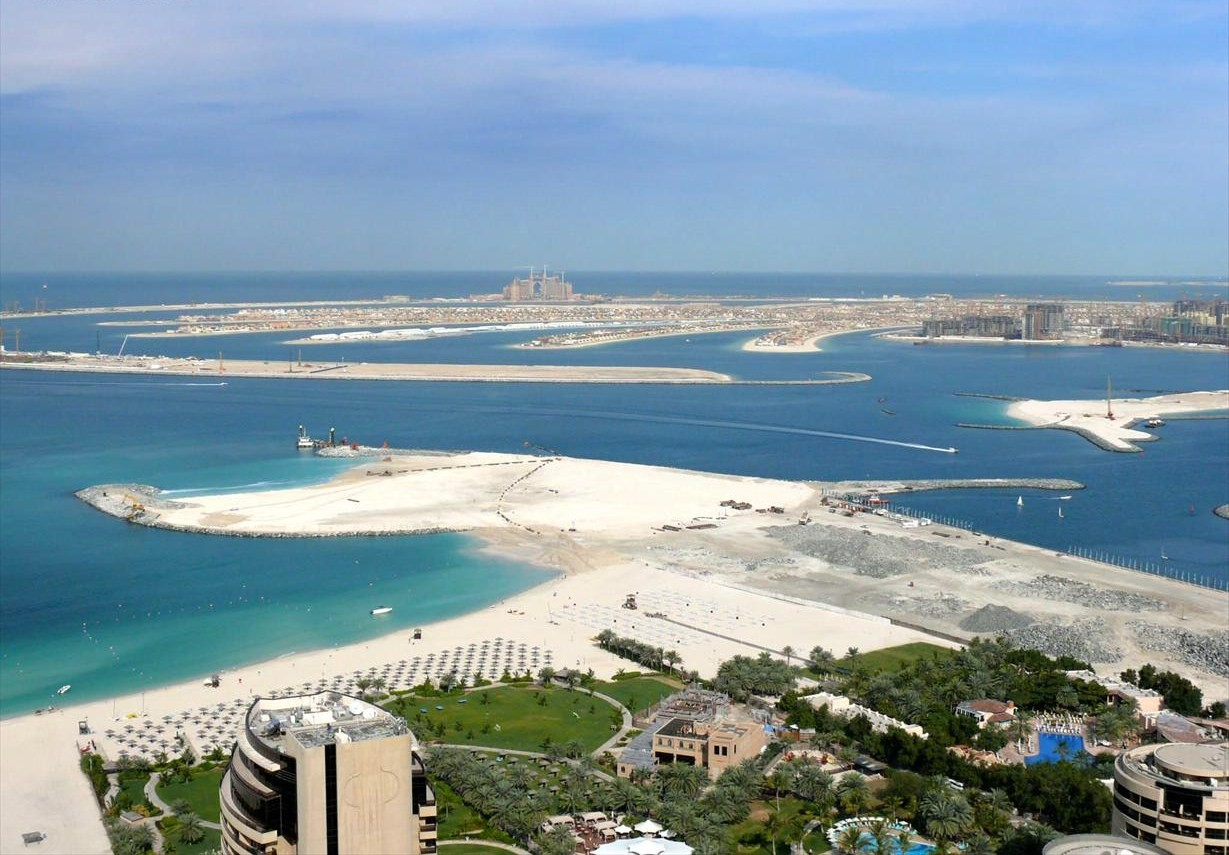
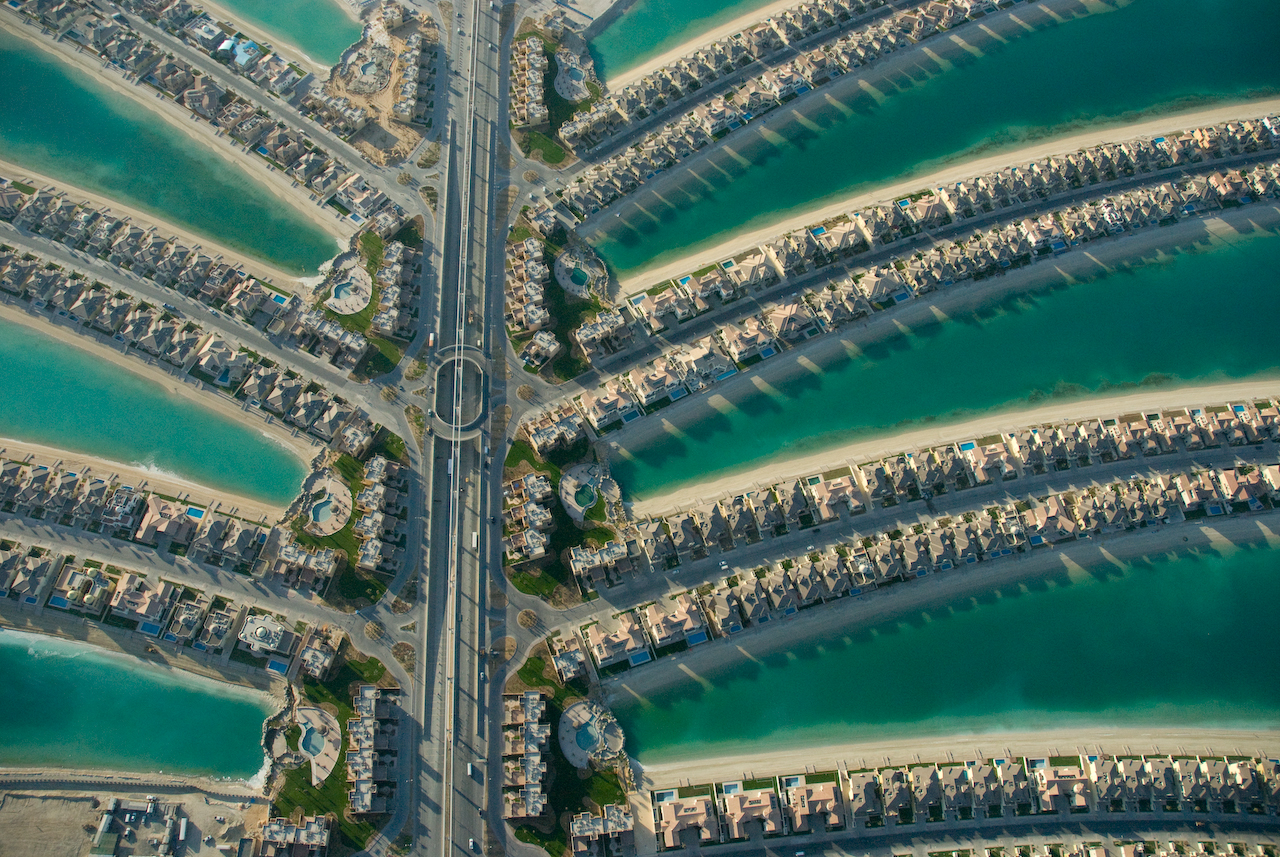
Thân cọ của Palm Jumeirah
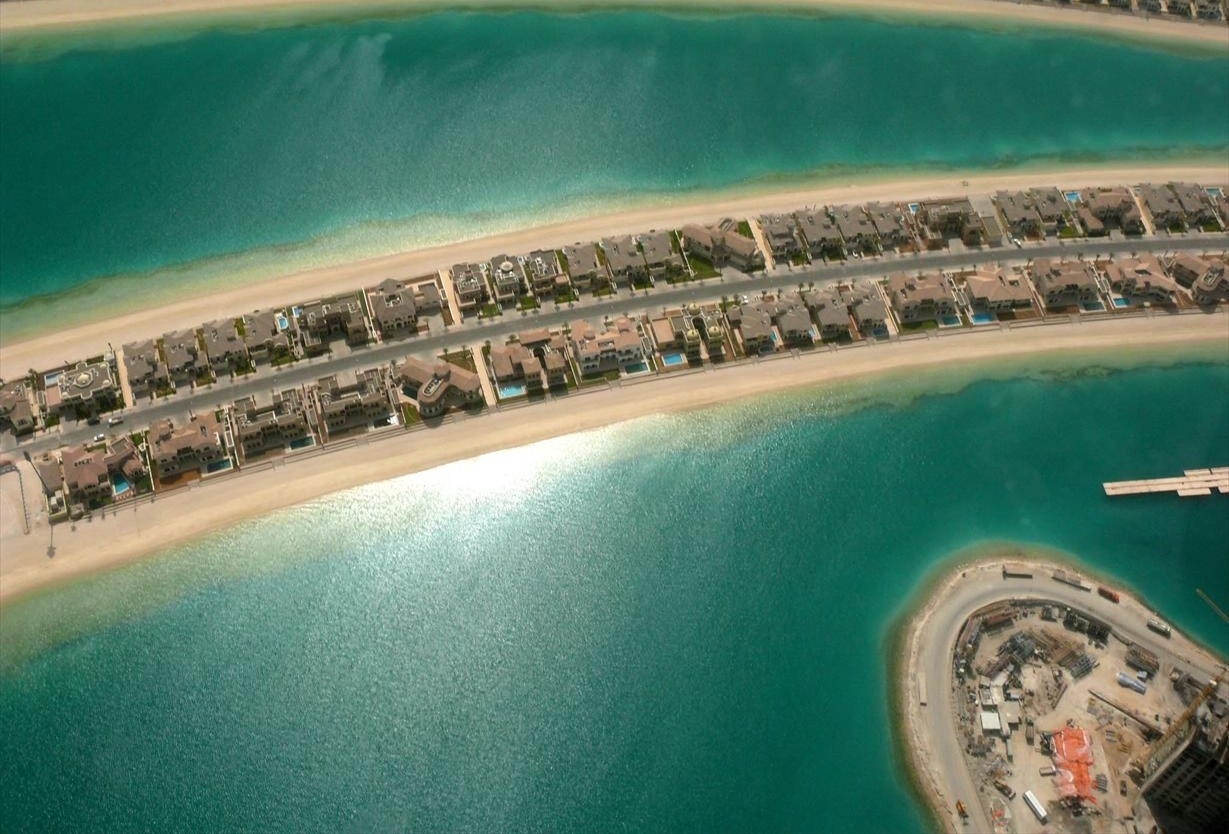
Nhánh cọ năm 2008

## Liên kết địa lý
Các liên kết địa lý nên được tích hợp vào bài viết chính.
- 25°06′56″B 55°07′57″Đ / 25,115601°B 55,132484°Đ Chế độ xem vệ tinh của quần đảo Cây Cọ
- 25°00′B 54°59′Đ / 25°B 54,983°Đ Palm Jebel Ali
- Maps 25°07′0″B 55°08′0″Đ / 25,11667°B 55,13333°Đ Palm Jumeirah